# Электромагнитное излучение

Электромагнитный спектр (свет выдвинут на первый план)

Электромагни́тное излуче́ние (ЭМИ) — распространяющееся в пространстве возмущение (изменение состояния) электромагнитного поля. Может трактоваться как электромагни́тная волна́ или как пото́к фото́нов, в зависимости от характера рассматриваемой задачи.
Среди электромагнитных полей, порождённых электрическими зарядами и их движением, принято относить к излучению ту часть переменных электромагнитных полей, которая способна распространяться наиболее далеко от своих источников — движущихся зарядов, затухая наиболее медленно с расстоянием.
Электромагнитный спектр подразделяется на:
- радиоволны (начиная со сверхдлинных)
- микроволновое излучение
- терагерцевое излучение
- инфракрасное излучение
- видимое излучение (свет)
- ультрафиолетовое излучение
- рентгеновское излучение
- гамма-излучение (см. ниже, см. также рисунок).

Электромагнитное излучение способно распространяться практически во всех средах. В вакууме (пространстве, свободном от вещества и тел, поглощающих или испускающих электромагнитные волны) электромагнитное излучение распространяется без затуханий на сколь угодно большие расстояния, но в ряде случаев достаточно хорошо распространяется и в пространстве, заполненном веществом (несколько изменяя при этом своё поведение).

Классификация диапазонов спектра электромагнитного излучения по-английски. Колонки: 1 (чёрная) — аббревиатуры обозначения диапазонов, 2 — частота, 3 — длина волны, 4 — энергия фотона

## Характеристики электромагнитного излучения
Электромагнитное излучение характеризуется прежде всего своим спектральным составом. Ниже в этом разделе обсуждается монохроматическое излучение, то есть ЭМИ с фиксированной частотой (более сложные сигналы формируются из таких монохроматических вкладов).
К основным характеристикам ЭМИ, интерпретируемого как электромагнитная волна, относятся частота {\displaystyle \omega } (или {\displaystyle f=\omega /2\pi }), волновой вектор {\displaystyle {\vec {k}}}, длина волны {\displaystyle \lambda =2\pi /k}, поляризация, амплитуда электрической компоненты поля {\displaystyle E_{m}} (амплитуда магнитной связана с ней как {\displaystyle H_{m}=(\varepsilon _{0}\varepsilon /\mu _{0}\mu )^{1/2}E_{m}}, где {\displaystyle \varepsilon _{0}} и {\displaystyle \mu _{0}} — электрическая и магнитная постоянные, {\displaystyle \varepsilon }, {\displaystyle \mu } — диэлектрическая и магнитная проницаемости среды). Зависимость {\displaystyle \omega =\omega ({\vec {k}})}, называемая дисперсионным соотношением, диктуется свойствами среды; для вакуума {\displaystyle \omega (k)=ck}, где {\displaystyle c} — скорость света.
На основе дисперсионного соотношения записываются групповая {\displaystyle v_{g}=d\omega /dk} и фазовая {\displaystyle v_{p}=\omega /k} скорости электромагнитной волны. Групповая скорость распространения электромагнитного излучения в вакууме равна скорости света, в других средах эта скорость меньше. Фазовая скорость электромагнитного излучения в вакууме также равна скорости света, в различных средах она может быть как меньше, так и больше скорости света.
В вакууме или однородной изотропной среде волновой вектор, вектор напряжённости электрического поля {\displaystyle {\vec {E}}} и вектор напряжённости магнитного поля {\displaystyle {\vec {H}}} перпендикулярны друг другу. При этом волна является поперечной, поскольку {\displaystyle {\vec {E}}} и {\displaystyle {\vec {H}}} колеблются перпендикулярно направлению распространения волны. В отличие от упругих (звуковых) волн, ЭМИ может передаваться от источника к приёмнику в том числе через вакуум. Форма волнового фронта (сферический, плоский и др.) зависит от удаления от источника излучения; на больших расстояниях волна чаще всего считается плоской.
Альтернативная в концепции корпускулярно-волнового дуализма возможная интерпретация ЭМИ состоит в том, что ЭМИ рассматривается как поток частиц-фотонов. При этом предполагается, что каждый фотон несёт энергию {\displaystyle \hbar \omega }, движется (если в вакууме) со скоростью {\displaystyle c} в направлении {\displaystyle {\vec {k}}/k}, а плотность потока {\displaystyle dN/dAdt\cdot {\vec {k}}/k} ([м−2c−1], {\displaystyle A} — площадь, {\displaystyle t} — время) равна средней переносимой мощности [Дж{\displaystyle \cdot }м−2с−1] в волновой трактовке (усреднённому по достаточному промежутку времени вектору Пойнтинга), делённой на {\displaystyle \hbar \omega }; при этом концентрация фотонов [м−3] составляет {\displaystyle c^{-1}dN/dAdt}.

## Разделы науки, занимающиеся изучением ЭМИ

### Электродинамика
Описанием свойств и параметров электромагнитного излучения в целом занимается электродинамика, хотя свойствами излучения отдельных областей спектра занимаются определённые более специализированные разделы физики (отчасти так сложилось исторически, отчасти обусловлено существенной конкретной спецификой, особенно в отношении взаимодействия излучения разных диапазонов с веществом, отчасти также спецификой прикладных задач). К таким более специализированным разделам относятся оптика (и её разделы) и радиофизика. Жёстким электромагнитным излучением коротковолнового конца спектра занимается физика высоких энергий; в соответствии с современными представлениями (см. Стандартная модель), при высоких энергиях электродинамика перестаёт быть самостоятельной, объединяясь в одной теории со слабыми взаимодействиями, а затем — при ещё более высоких энергиях, — как ожидается, со всеми остальными калибровочными полями.

### Связь с более фундаментальными науками
Существуют различающиеся в деталях и степени общности теории, позволяющие смоделировать и исследовать свойства и проявления электромагнитного излучения. Наиболее фундаментальной из завершённых и проверенных теорий такого рода является квантовая электродинамика, из которой путём тех или иных упрощений можно в принципе получить все перечисленные ниже теории, имеющие широкое применение в своих областях. Для описания относительно низкочастотного электромагнитного излучения в макроскопической области используют, как правило, классическую электродинамику, основанную на уравнениях Максвелла, причём существуют упрощения в прикладных применениях. Для оптического излучения (вплоть до рентгеновского диапазона) применяют оптику (в частности, волновую оптику, когда размеры некоторых частей оптической системы близки к длинам волн; квантовую оптику, когда существенны процессы поглощения, излучения и рассеяния фотонов; геометрическую оптику — предельный случай волновой оптики, когда длиной волны излучения можно пренебречь). Гамма-излучение чаще всего является предметом ядерной физики, с других — медицинских и биологических — позиций изучается воздействие электромагнитного излучения в радиологии.
Существует также ряд областей — фундаментальных и прикладных — таких, как астрофизика, фотохимия, биология фотосинтеза и зрительного восприятия, ряд областей спектрального анализа, для которых электромагнитное излучение (чаще всего — определённого диапазона) и его взаимодействие с веществом играют ключевую роль. Все эти области граничат и даже пересекаются с описанными выше разделами физики.

## Диапазоны электромагнитного излучения
Электромагнитное излучение принято делить по частотным диапазонам (см. таблицу). Между диапазонами нет резких переходов, они иногда перекрываются, а границы между ними условны. Поскольку скорость распространения излучения (в вакууме) постоянна, то частота его колебаний жёстко связана с длиной волны в вакууме. ЭМИ различных частот взаимодействуют с веществом по-разному. Процессы излучения и поглощения радиоволн обычно можно описать с помощью соотношений классической электродинамики; а вот для волн оптического диапазона и, тем более, жёстких лучей необходимо учитывать уже их квантовую природу.
| Название диапазона     | Название диапазона     | Длины волн, λ   | Частоты, f              | Источники                                                             |
| ---------------------- | ---------------------- | --------------- | ----------------------- | --------------------------------------------------------------------- |
| Радиоволны             | Сверхдлинные           | более 10 км     | менее 30 кГц            | Атмосферные и магнитосферные явления. Радиосвязь.                     |
| Радиоволны             | Длинные                | 10 км — 1 км    | 30 кГц — 300 кГц        | Атмосферные и магнитосферные явления. Радиосвязь.                     |
| Радиоволны             | Средние                | 1 км — 100 м    | 300 кГц — 3 МГц         | Атмосферные и магнитосферные явления. Радиосвязь.                     |
| Радиоволны             | Короткие               | 100 м — 10 м    | 3 МГц — 30 МГц          | Атмосферные и магнитосферные явления. Радиосвязь.                     |
| Радиоволны             | Ультракороткие         | 10 м — 1 мм     | 30 МГц — 300 ГГц        | Атмосферные и магнитосферные явления. Радиосвязь.                     |
| Инфракрасное излучение | Инфракрасное излучение | 1 мм — 780 нм   | 300 ГГц — 429 ТГц       | Излучение молекул и атомов при тепловых и электрических воздействиях. |
| Видимое излучение      | Видимое излучение      | 780 нм — 380 нм | 429 ТГц — 750 ТГц       | Излучение молекул и атомов при тепловых и электрических воздействиях. |
| Ультрафиолетовое       | Ультрафиолетовое       | 380 нм — 10 нм  | 7,5⋅1014 Гц — 3⋅1016 Гц | Излучение атомов под воздействием ускоренных электронов.              |
| Рентгеновское          | Рентгеновское          | 10 нм — 5 пм    | 3⋅1016 Гц — 6⋅1019 Гц   | Атомные процессы при воздействии ускоренных заряженных частиц.        |
| Гамма                  | Гамма                  | менее 5 пм      | более 6⋅1019 Гц         | Ядерные и космические процессы, радиоактивный распад.                 |

Ультракороткие радиоволны принято разделять на метровые, дециметровые, сантиметровые, миллиметровые и децимиллиметровые волны (гипервысокие частоты, ГВЧ, 300—3000 ГГц) — стандартные диапазоны радиоволн по общепринятой классификации. По другой классификации указанные стандартные диапазоны радиоволн, исключая метровые волны, называют микроволнами или волнами сверхвысоких частот (СВЧ).
Ионизирующее электромагнитное излучение. К этой группе традиционно относят рентгеновское и гамма-излучение, хотя, строго говоря, слабо ионизировать атомы может и ультрафиолетовое излучение, и, ещё слабее, видимый свет. На этом основан принцип действия оптических и УФ-лазеров, однако, для ощутимого уровня воздействия требуется развивать и достаточно существенную мощность потока. Границы областей рентгеновского и гамма-излучения могут быть определены лишь весьма условно. Для общей ориентировки можно принять, что энергия рентгеновских квантов лежит в пределах 20 эВ — 0,1 МэВ, а энергия гамма-квантов — больше 0,1 МэВ. В узком смысле гамма-излучение испускается ядром, а рентгеновское — атомной электронной оболочкой при выбивании электрона с низколежащих орбит, хотя эта классификация неприменима к жёсткому излучению, генерируемому без участия атомов и ядер (например, синхротронному или тормозному излучению).

### Радиоволны
Из-за больших значений λ распространение радиоволн можно рассматривать без учёта атомистического строения среды. Исключение составляют только самые короткие радиоволны, примыкающие к инфракрасному участку спектра. В радиодиапазоне слабо сказываются и квантовые свойства излучения, хотя их всё же приходится учитывать, в частности при описании квантовых генераторов и усилителей сантиметрового и миллиметрового диапазонов, а также молекулярных стандартов частоты и времени, при охлаждении аппаратуры до температур в несколько кельвинов.
Радиоволны возникают при протекании по проводникам переменного тока соответствующей частоты. И наоборот, проходящая в пространстве электромагнитная волна возбуждает в проводнике соответствующий ей переменный ток. Это свойство используется в радиотехнике при конструировании антенн.
Естественным источником волн этого диапазона являются грозы. Считается, что они же являются источником стоячих электромагнитных волн Шумана.

#### Микроволновое излучение
Микроволновое излучение (микроволны) — область спектра электромагнитного излучения с длинами волн от 1 м до 1 мм, соответствующими частотам от 300 МГц и до 300 ГГц соответственно. Различные источники используют разные диапазоны частот для микроволн; вышеупомянутое широкое определение включает диапазоны: УВЧ (дециметровые волны), СВЧ (сантиметровые волны) и КВЧ (миллиметровые волны). Более распространённое определение в радиотехнике — диапазон от 1 до 100 ГГц (длины волн от 0,3 м до 3 мм). Частоты микроволнового излучения часто обозначаются терминами IEEE для радиолокационных диапазонов: S, C, X, Ku, K или Ka диапазон или аналогичными обозначениями НАТО или ЕС.
Приставка микро- в словосочетании микроволновое излучение не предназначено для определения длины волны в микрометровом диапазоне. Скорее, это указывает на то, что микроволны «маленькие» (с более короткими длинами волн) по сравнению с радиоволнами, которые использовались до распространения микроволновой технологии. Границы между дальним инфракрасным диапазоном, областью терагерцового излучения, микроволнами и дециметровых радиоволн достаточно произвольна и используется по-разному в различных областях науки и технологии.

### Инфракрасное излучение (тепловое)
Как и радио- и микроволны, инфракрасное излучение (ИК) отражается от металлов (а также от большинства электромагнитных помех, находящихся в ультрафиолетовом диапазоне). Однако, в отличие от низкочастотного радио- и микроволнового излучения, инфракрасное излучение обычно взаимодействует с диполями, присутствующими в отдельных молекулах, которые изменяются при колебании атомов на концах одной химической связи.
Следовательно, оно поглощается широким спектром веществ, что приводит к повышению их температуры при рассеивании вибраций в виде тепла. Тот же самый процесс, происходящий в обратном порядке, вызывает спонтанное излучение массивных веществ в инфракрасном диапазоне.
Инфракрасное излучение делится на спектральные поддиапазоны. Хотя существуют различные схемы деления, спектр обычно делится на ближний инфракрасный (0,75-1,4 мкм), коротковолновый инфракрасный (1,4-3 мкм), средневолновый инфракрасный (3-8 мкм), длинноволновый инфракрасный (8-15 мкм) и дальний инфракрасный (15-1000 мкм).

### Видимое излучение (оптическое)

Прозрачная призма разлагает луч белого цвета на составляющие его лучи

Видимое, инфракрасное и ультрафиолетовое излучения составляют так называемую оптическую область спектра в широком смысле этого слова. Выделение такой области обусловлено не только близостью соответствующих участков спектра, но и сходством приборов, применяющихся для её исследования и разработанных исторически главным образом при изучении видимого света (линзы и зеркала для фокусирования излучения, призмы, дифракционные решётки, интерференционные приборы для исследования спектрального состава излучения и пр.).
Частоты волн оптической области спектра уже сравнимы с собственными частотами атомов и молекул, а их длины — с молекулярными размерами и межмолекулярными расстояниями. Благодаря этому в этой области становятся существенными явления, обусловленные атомистическим строением вещества. По этой же причине, наряду с волновыми, проявляются и квантовые свойства света.
Самым известным источником оптического излучения является Солнце. Его поверхность (фотосфера) нагрета до температуры 6000 K и светит ярко-белым светом (максимум непрерывного спектра солнечного излучения — 550 нм — расположен в «зелёной» области, где находится и максимум чувствительности глаза). Именно потому, что мы родились возле такой звезды, этот участок спектра электромагнитного излучения непосредственно воспринимается нашими органами чувств.
Излучение оптического диапазона возникает, в частности, при нагревании тел (инфракрасное излучение называют также тепловым) из-за теплового движения атомов и молекул. Чем сильнее нагрето тело, тем выше частота, на которой находится максимум спектра его излучения (см.: Закон смещения Вина). При определённом нагревании тело начинает светиться в видимом диапазоне (каление), сначала красным цветом, потом жёлтым и так далее. И наоборот, излучение оптического спектра оказывает на тела тепловое воздействие (см.: Болометрия).
Оптическое излучение может создаваться и регистрироваться в химических и биологических реакциях. Одна из известнейших химических реакций, являющихся приёмником оптического излучения, используется в фотографии. Источником энергии для большинства живых существ на Земле является фотосинтез — биологическая реакция, протекающая в растениях под действием оптического излучения Солнца.

### Ультрафиолетовое излучение
По мере того, как частота увеличивается в ультрафиолетовом диапазоне, фотоны несут достаточно энергии (около трех электрон-вольт или более), чтобы возбудить определенные молекулы с двойными связями в необратимую химическую перегруппировку. В ДНК это вызывает необратимые повреждения. ДНК также косвенно повреждается активными формами кислорода, продуцируемыми ультрафиолетом А (УФА), энергия которого слишком мала для непосредственного повреждения ДНК. Вот почему ультрафиолет на всех длинах волн может повредить ДНК и вызвать рак, а также (для УФ-В) ожоги кожи (солнечные ожоги), которые намного хуже, чем при простом нагреве (повышении температуры). Это свойство вызывать молекулярные повреждения, непропорциональные тепловым эффектам, характерно для всех ЭМИ с частотами в диапазоне видимого света и выше. Эти свойства высокочастотного ЭМИ обусловлены квантовыми эффектами, которые необратимо повреждают материалы и ткани на молекулярном уровне.
В верхней части ультрафиолетового диапазона энергия фотонов становится достаточно большой, чтобы передать достаточно энергии электронам, чтобы вызвать их высвобождение из атома в процессе, называемом фотоионизацией. Энергия, необходимая для этого, всегда превышает примерно 10 электрон-вольт (эВ), что соответствует длинам волн менее 124 нм (некоторые источники предлагают более реалистичное ограничение в 33 эВ, что является энергией, необходимой для ионизации воды). Этот верхний конец ультрафиолетового спектра с энергиями примерно в диапазоне ионизации иногда называют «экстремальным ультрафиолетовым излучением». Ионизирующее ультрафиолетовое излучение сильно фильтруется земной атмосферой.

### Жёсткое излучение
В области рентгеновского и гамма-излучения на первый план выступают квантовые свойства излучения.
Рентгеновское излучение возникает при торможении быстрых заряженных частиц (электронов, протонов и пр.), а также в результате процессов, происходящих внутри электронных оболочек атомов. Гамма-излучение появляется в результате процессов, происходящих внутри атомных ядер, а также в результате превращения элементарных частиц.

## История исследований
- Первые волновые теории света (их можно считать старейшими вариантами теорий электромагнитного излучения) восходят по меньшей мере к временам Гюйгенса, когда они получили уже и заметное количественное развитие. В 1678 году Гюйгенс выпустил «Трактат о свете» (фр. Traité de la lumière[англ.]) — набросок волновой теории света. Другое замечательное сочинение он издал в 1690 году; там он изложил качественную теорию отражения, преломления и двойного лучепреломления в исландском шпате в том самом виде, как она излагается теперь в учебниках физики. Сформулировал так называемый принцип Гюйгенса, позволяющий исследовать движение волнового фронта, впоследствии развитый Френелем (принцип Гюйгенса — Френеля) и сыгравший важную роль в волновой теории света, и теории дифракции. В 1660—1670-е годы существенный теоретический и экспериментальный вклад в физическую теорию света внесли также Ньютон и Гук.
- Многие положения корпускулярно-кинетической теории М. В. Ломоносова (1740—1750-е годы) предвосхищают постулаты электромагнитной теории: вращательное («коловратное») движение частиц как прообраз электронного облака, волновая («зыблющаяся») природа света, общность её с природой электричества, отличие от теплового излучения и т. д.
- В 1800 году английский учёный У. Гершель открыл инфракрасное излучение.
- В 1801 году Риттер открыл ультрафиолетовое излучение[10].
- Существование электромагнитных волн предсказал английский физик Фарадей в 1832 году.
- В 1865 году английский физик Дж. Максвелл завершил построение теории электромагнитного поля классической (неквантовой) физики, строго оформив её математически, и на её основе получив твёрдое обоснование существования электромагнитных волн, а также найдя скорость их распространения (неплохо совпадавшую с известным тогда значением скорости света), что позволило ему обосновать и предположение о том, что свет является электромагнитной волной.
- В 1888 году немецкий физик Герц подтвердил теорию Максвелла опытным путём. Интересно, что Герц не верил в существование этих волн и проводил свой опыт с целью опровергнуть выводы Максвелла.
- 8 ноября 1895 года Рентген открыл электромагнитное излучение (получившее впоследствии название рентгеновского) более коротковолнового диапазона, чем ультрафиолетовое.
- В конце XIX столетия белорусский учёный, профессор Я. Наркевич-Иодко впервые в мире исследовал возможности использования электромагнитного излучения газоразрядной плазмы для электрографии (визуализации) живых организмов, то есть для нужд практической медицины.
- В 1900 году Поль Виллар при изучении излучения радия открыл гамма-излучение.
- В 1900 году Планк при теоретическом исследовании проблемы излучения абсолютно чёрного тела открывает квантованность процесса электромагнитного излучения. Эта работа стала началом квантовой физики.
- Начиная с 1905 года Эйнштейн, а затем и Планк публикуют ряд работ, приведших к формированию понятия фотона, что стало началом создания квантовой теории электромагнитного излучения.
- Дальнейшие работы по квантовой теории излучения и его взаимодействия с веществом, приведшие в итоге к формированию квантовой электродинамики в её современном виде, принадлежат ряду ведущих физиков середины XX века, среди которых можно выделить, применительно именно к вопросу квантования электромагнитного излучения и его взаимодействия с веществом, кроме Планка и Эйнштейна, Бозе, Бора, Гейзенберга, де Бройля, Дирака, Фейнмана, Швингера, Томонага.

## Электромагнитная безопасность
Излучения электромагнитного диапазона при определённых уровнях могут оказывать отрицательное воздействие на организм человека, других животных и живых существ, а также неблагоприятно влиять на работу электрических приборов. Различные виды неионизирующих излучений (электромагнитных полей, ЭМП) оказывают разное физиологическое воздействие. На практике выделяют диапазоны магнитного поля (постоянного и квазипостоянного, импульсного), ВЧ- и СВЧ-излучений, лазерного излучения, электрического и магнитного поля промышленной частоты от высоковольтного оборудования и др.

### Влияние на живых существ
Существуют национальные и международные гигиенические нормативы уровней ЭМП, в зависимости от диапазона, для селитебной зоны и на рабочих местах.

#### Оптический диапазон
Существуют гигиенические нормы освещённости; также разработаны нормативы безопасности при работе с лазерным излучением.

#### Радиоволны
Допустимые уровни электромагнитного излучения (плотность потока электромагнитной энергии) отражаются в нормативах, которые устанавливают государственные компетентные органы, в зависимости от диапазона ЭМП. Эти нормы могут быть существенно различны в разных странах.
Установлены биологические последствия сильного воздействия полей высоких уровней (значительно выше 100 µT), которые объясняются действием признанных биофизических механизмов. Внешние магнитные поля крайне низкой частоты (КНЧ) индуцируют электрические поля и токи в организме человека, которые, при очень высокой мощности поля, оказывают стимулирующее воздействие на нервы и мышцы и вызывают изменение возбудимости нервных клеток в центральной нервной системе.
Что касается долгосрочных последствий, то ввиду недостаточности фактических данных, подтверждающих связь между воздействием магнитных полей КНЧ и детской лейкемией, польза для здоровья от снижения уровней воздействия представляется неясной.
В ряде исследований было изучено воздействие радиочастотных полей на электрическую активность мозга, когнитивные функции, сон, сердечный ритм и кровяное давление у добровольцев. На сегодняшний день исследования не предполагают каких-либо последовательных доказательств неблагоприятного воздействия на здоровье от воздействия радиочастотных полей на уровнях ниже уровней, которые вызывают нагревание тканей. Кроме того, исследования не смогли обнаружить причинно-следственную связи между воздействием электромагнитных полей и «симптомами самооценки» или «электромагнитной гиперчувствительностью». Эпидемиологические исследования, изучающие потенциальные долгосрочные риски от радиочастотного воздействия, в основном имели цель найти связь между опухолями головного мозга и использованием мобильных телефонов. Результаты исследований на лабораторных животных не показывают повышенного риска развития рака от долгосрочного воздействия радиочастотных полей.
Эти данные не должны быть причиной для радиофобии, однако очевидна необходимость в существенном углублении сведений о действии ЭМИ на живые организмы.
В России нормативными документами, регламентирующими предельно допустимые уровни (ПДУ) воздействия электромагнитного излучения, являются:
- ГОСТ 12.1.006-84 «ССБТ. Электромагнитные поля радиочастот. Допустимые уровни»[13],
- с 2021.03.01 действуют СанПиН 1.2.3685-21 «Гигиенические нормативы и требования к обеспечению безопасности и (или) безвредности для человека факторов среды обитания»[14].

Допустимые уровни излучения различных передающих радиотехнических средств на частотах >300 МГц в санитарно-селитебной зоне в некоторых странах заметно различаются:
- Россия, Украина, Польша, Беларусь, Казахстан: 10 мкВт/см²;
- США, Европа (за исключением некоторых стран), Япония, Корея: 200—1000 мкВт/см²[15][16];
- Канада: 130—2000 мкВт/см²[17];
- Китай: 10 (40) — 2000 мкВт/см²[18][19].

Параллельное развитие гигиенической науки в СССР и западных странах привело к формированию разных подходов к оценке действия ЭМИ. Для части стран постсоветского пространства сохраняется преимущественно нормирование в единицах плотности потока энергии (ППЭ), а для США и стран ЕС типичным является оценка удельной мощности поглощения (SAR).
«Современные представления о биологическом действии ЭМИ от мобильных радиотелефонов (МРТ) не позволяют прогнозировать все неблагоприятные последствия, многие аспекты проблемы не освещены в современной литературе и требуют дополнительных исследований. В связи с этим, согласно рекомендациям ВОЗ, целесообразно придерживаться предупредительной политики, то есть максимально уменьшить время использования сотовой связи».

#### Ионизирующее излучение
Допустимые нормативы регулируются нормами радиационной безопасности — НРБ-99.

### Влияние на радиотехнические устройства
Существуют административные и контролирующие органы — инспекция по радиосвязи (на Украине, например, Украинский частотный надзор, который регулирует распределение частотных диапазонов для различных пользователей, соблюдение выделенных диапазонов, отслеживает незаконное пользование радиоэфиром).